# 1424 Sundmania
1424 Sundmania eller 1937 AJ är en asteroid upptäckt 9 januari 1937 av den finske astronomen Yrjö Väisälä vid Storheikkilä observatorium. Asteroiden har fått sitt namn efter den finske matematikern Karl Frithiof Sundman som utmärkt sig genom att ha utarbetat lösningsmetoder för trekropparsproblemet.
Ockultationer av stjärnor har observerats.